# Klaudije
 Ovo je glavno značenje pojma Klaudije. Za druga značenja pogledajte Klaudije (razdvojba).
Klaudije, lat. Tiberius Claudius Caesar Augustus Germanicus, (Lugdunum, 1. kolovoza 10. pr. Kr. - Rim, 13. listopada 54.) bio je rimski car od 41. godine

Klaudije se rodio za vrijeme konzulovanja Jula Antonija i Fabija Afrikanca prvog dana mjeseca kolovoza u Lugdunumu. Dobio je ime Tiberije Klaudije Druz, a kad je brzo nakon toga njegov stariji brat posinjenjem prešao u Julijevsko-Klaudijevsku dinastiju, uzeo je još i nadimak Germanik. Otac ga je ostavio kao nejako dijete, a gotovo cijelo djetinjstvo patio je od dugotrajnih bolesti tako da je duševno i tjelesno toliko oslabio da ga ni u zrelijim godinama nisu smatrali sposobnim ni za kakvo državno ili privatno zvanje. Dugo je vremena, pa i kad je postao punoljetan, bio pod tuđim nadzorom i pod vodstvom odgojitelja koji je nekoć bio konjušnik i kojeg su mu namjerno dali kako bi ga pod svakojakim izlikama što okrutnije mučio.
Uza sve te probleme Klaudije se bavio književnošću od rane mladosti veoma marljivo, a često je od svake vrste objavio prve pokušaje ali mu ni to nije pomoglo da stekne neki ugled niti da u javnosti pobudi veću nadu u svoju budućnost. Imao je problema i sa svojom obitelji, sama njegova majka Antonija govorila je da je on nakaza od čovjeka koju priroda nije dovršila, nego samo započela. Primjer koliko ga nije voljela je i to kada je nekoga htjela ukoriti zbog tupoglavosti, govorila bi: Taj je luđi od mog sina Klaudija! Njegova baka Augusta prezirala ga je najveći prezirom i s njim je pričala veoma rijetko, samo kada ga je trebalo ukoriti ili opomenuti. Jednom prilikom, kada je njegova sestra Livila čula da će on jednom biti vladar, proklela je javno i glasno sudbinu rimskoga naroda.
Ugleda i dostojanstva na njegovoj vanjštini nije nedostajalo, bio je visoka ali ne mršava stasa, lijepa lica, lijepe sjede kose i puna vrata. Ali kod hodanja noge su ga izdavala jer su bile preslabe, a kod veselog ili ozbiljnog posla mnoge su ga stvari nagrđivale;nepristojan smjeh, još ružnija srdžba jer su mu se pritom pjenila usta, osim toga pleo mu se jezik, a glava bi mu se tresla uvijek a osobito kad je radio neki posao.
Svoju karijeru Klaudije je započeo za vladavine Kaligule te je najprije vršio konzulsku službu zajedno s carem u trajanju od dva mjeseca. Ždrijebom je dobio i drugi put konzulsku službu nakon tri godine. Katkada je predsjedao kod predstava u ime carevo, a pritom mu je narod dovikivao Živio carev stric! ili Živio brat Germanikov!. Uza sve te dužnosti koje je obnašao nije ni sada bio pošteđen poruga. Tako su ga gađali košticama kad god bi nakon jela zadrijemao (a to je bilo svaki put) i običavali su mu, dok bi hrkao, navući sandale na ruke da bi si, ako se nenadano probudio izranio lice!
Pošto je u ovakvim uvjetima proživio najveći dio svoga života, zapala ga je u pedesetoj godini carska vlast izvanredno slučajnim događajem. Kada su urotnici od Kaligule uklanjali ljude pod izlikom da car želi biti sam, bio je i Klaudije s ostalima isključen pa se zavukao u vrtnu kućicu. Prestrašen viješću o carevoj smrti odšuljao se do obližnje terase i tamo se sakrio među zastore kojima su bila pokrivena vrata. Tom terasom slučajmo je trčao jedan vojnik koji je vidio njegove noge pa, želeći vidjeti tko je to, prepozna ga, izvuče silom i pozdravi ga kao novog cara, a Klaudije od straha padne na koljena pred njim. Vojnici ga pozdraviše i na nosiljci ga odnesu u svoj tabor.
Nakon što se primirio i shvatio što se događa i o čemu se radi Klaudije je dopustio da se vojnici u zboru zakunu na njegovo ime i obećao je svakom vojniku nagradu. Tako je on bio prvi car koji je vjernost svojih vojnika nagrađivao novcem. 
Jako se brinuo o svojim precima i iskazivao ima je dužno štovanje; niti jednu kletvu nije smatrao svetijom i nije češće upotrebljavao od zakletve Augustom. Za baku Liviju se pobrinuo da joj iskažu božanske počasti. Svojim je roditeljima priređivao javne posmrtne svečanosti a svom ocu, na njegov rođendan, i circenske igre. Na uspomenu na svoga brata kojeg je svakom prilikom slavio dao je prigodom natjecanja u Napulju prikazati i jednu grčku komediju koju je nagrađivao po odlukama sudaca. Tiberiju je dao dovršiti mramorni slavoluk pokraj Pompejeva kazališta koji mu je nekoć odobrio Senat, ali je ostao nedovršen.
Što se tiče njegovih odlikovanja bio je umjeren i skroman; odbio je ime Imperator i otklonio sve nepotrebne prevelike počasti. Tako je svadbu svoje kćeri i rođendan sina proslavio veoma tiho i samom kućnom svečanošću. Bio je i veoma razuman i uljudan car. Jednom prilikom kad su k njemu dolazili pučki tribuni dok je predsjedao sudom, ispričavao im se je zbog tijesnog prostora i što su morali stajati dok ih je saslušavao. Tako je u kratko vrijeme stekao toliko ljubavi i odanosti da je narod jednom na vijest da je car na putu u Ostiju ubijen počeo proklinjati vojsku i njegovu stražu te se nije umirio sve dok jedan činovnik nije s govornice javio da je car živ i zdrav. 
Uza svu tu ljubav naroda, nije bio pošteđen zasjeda i urota nekih drugih građana pa i čitavih stranaka. Tako je neki čovjek iz naroda bio zatečen s bodežom kod njegovih spavaćih odaja duboko u noći. Čak nije bio ni pošteđen urote protiv svoje vlasti ali ju je on uspješno uspio ugušiti.
Konzulat je Klaudije osim nekadašnjega vršio još 4 puta, od toga je prva dva vršio u dvije uzastopne godine, a treći i četvrti nakon razmaka od četiri godine. Obavljao je i sudačku dužnost, i kao konzul ali i izvan te službe. Obavljao ju je veoma revno, shvaćao ju je ozbiljno i puno vremena je posvećivao tome. Nije se uvijek strogo držao zakonskih propisa, strogost njegove presude odlučivalo je njegovo raspoloženje pa su tako njegove osude bile veoma čudne (na sudu netko viknuo da krivotvoritelju treba odsjeći ruke, on je poslušao i doveo krvnika s mačem). Zbog takvih postupaka veoma mu je pao ugled i svugdje je počeo biti predmet prezira.
Za opskrbu Rima svježim namirnicama uvijek se veoma brinuo. Veoma se brinuo i o samom gradu. Kada je u Rimu buknuo požar, sam Klaudije je cijelu noć proveo na mjestu požara i zvao činovnike kako bi gasili požar. Svakog onog koji se odazvao novčano je nagrađivao na licu mjesta.
Što se tiče javnih gradnja, nije ih izgradio mnogo ali su bile velike i potrebne. Najveličansveniji je bio Klaudijev vodovod, vodovod što ga je započeo, Kaligula, a on dovršio. Izgradio je također i luku Ostiju kojoj je kamen temeljac obelisk dopremljen iz Egipta.
Zabava je također bila sastavni dio njegova života pa je tako često priređivao gladijatorske borbe, ratne predstave, smotre kockanja koje je on obožavao i napisao knjigu o njemu.
Njegov ljubavni život i nije bio tako sjajan,u ranoj mladosti. Imao je dvije zaručnice Emiliju Lepidu i Liviju Medulinu, ali se od obje rastao. Prvu je otpustio kao djevicu, a Livija mu je umrla na dan vjenčanja od bolesti. Zatim se ženi Plaucijom, a doskora i Elijom Petinom. Od obje se rastaje. Na kraju, u Senatu govori: Budući da me u svim mojim ženidbama prati nesreća, ostat ću odsada neženja, a ako prekršim riječ, ne protivim se da me svojim rukama probodete!. Djecu je imao s tri žene: kćer Antoniju, Oktaviju, sina Drususa i sina kojemu je najprije dao ime Germanik a kasnije Britanik.
Stvari kojima su se ljudi najviše čudili bile su njegova zaboravljivost i rastresenost. Najbolji primjer za to je jedna situacija kada je Klaudije naredio da pogube četvoricu njegovih prijatelja radi prijevare. Ljude su pogubili, on se drugi dan budi i šalje svoje ljude po njih da zajedno doručkuju. Nakon što ne dolaze on ih proglašava pospancima!
Također se često u razgovoru i ponašanju toliko zaboravio da se činilo da ne zna niti tko je, niti s kim priča, a kamoli o čemu se radi.

## Djela
Unatoč svim njegovim manama i nedostacima, mora se napomenuti kako je bio kulturno osvješćen čovjek. Pisao je povijesna djela i na grčkom jeziku; Etruščansku povijest u 20 knjiga i Kartašku povijest u osam knjiga. U čast tim njegovim djelima na stari muzej u Aleksandridi dograđen je novi muzej koji je dobio njegovo ime. Pred kraj svoga života, nedoraslom i nježnom Britaniku, odlučio je dati muževnu togu i rekao: Da bi napokon rimski narod imao pravog cezara! Nedugo nakon toga sastavio je i oporuku koju je dao potpisati i zapečatiti.
Oko njegove smrti postoji puno nejasnoća. Jedna teorija govori da ga je otrovao kušač Halot, druga teorija govori kako ga je Agripina poslužila otrovnim gljivama. Zanijemio je odmah nakon pojedenih gljiva i pošto se čitavu noć mučio u strašnim mukama umro rano ujutro.
Njegova smrt se krila tako dugo, dok se u potpunosti nije riješio problem nasljednika. Umro je 13. listopada za vrijeme konzulovanja Azinija Marcela u 60. godini svog života, a u 14. godini svoje vladavine. Sahranjen je s punim carskim sjajem i uvršten među bogove.